# Xenodium petrakii
Xenodium petrakii är en svampart som beskrevs av Syd. 1935. Xenodium petrakii ingår i släktet Xenodium och familjen Elsinoaceae.   Inga underarter finns listade i Catalogue of Life.